# Сила звуку
Си́ла зву́ку (чи інтенсивність) — кількість звукової енергії, що проходить за одиницю часу через одиницю площі; вимірюється у ватах на квадратний метр (Вт/м²).
Слід зазначити, що звуковий тиск та сила звуку зв'язані між собою квадратичною залежністю, тобто при збільшенні звукового тиску удвічі сила звуку зростає учетверо.
| Рівень звуку, у дБ | Сила звуку, у Вт/см² | Звуковий тиск, у барах (дин/см²) | Коливна швидкість, у см/сек |
| ------------------ | -------------------- | -------------------------------- | --------------------------- |
| 60                 | 1,0 · 10−10          | 0.20                             | 5,0 · 10−3                  |
| 61                 | 1.26 · 10−10         | 0.22                             | 5,6 · 10−3                  |
| 62                 | 1.6 · 10−10          | 0.25                             | 6.3 · 10−3                  |
| 63                 | 2.0 · 10−10          | 0.28                             | 7.1 · 10−3                  |
| 64                 | 2.5 · 10−10          | 0.31                             | 7.9 · 10−3                  |
| 65                 | 3.2 · 10−10          | 0.35                             | 8.9 · 10−3                  |
| 66                 | 4.0 · 10−10          | 0.40                             | 1,0 · 10−2                  |
| 67                 | 5.0 · 10−10          | 0.46                             | 1.12 · 10−2                 |
| 68                 | 6.3 · 10−10          | 0.50                             | 1.26 · 10−2                 |
| 69                 | 8.0 · 10−10          | 0.56                             | 1.40 · 10−2                 |
| 70                 | 1,0 · 10−9           | 0.63                             | 1.58 · 10−2                 |
| 71                 | 1.26 · 10−9          | 0.71                             | 1.77 · 10−2                 |
| 72                 | 1.6 · 10−9           | 0.79                             | 2 · 10−2                    |
| 73                 | 2 · 10−9             | 0.89                             | 2.2 · 10−2                  |
| 74                 | 2.5 · 10−9           | 1                                | 2.5 · 10−2                  |
| 75                 | 3.2 · 10−9           | 1.12                             | 2.8 · 10−2                  |
| 76                 | 4 · 10−9             | 1.26                             | 3.1 · 10−2                  |
| 77                 | 5 · 10−9             | 1.4                              | 3.5 · 10−2                  |
| 78                 | 6.3 · 10−9           | 1.58                             | 4 · 10−2                    |
| 79                 | 8 · 10−9             | 1.77                             | 4.6 · 10−2                  |
| 80                 | 1,0 · 10−8           | 2.00                             | 5,0 · 10−2                  |

| Суб'єктивні відчуття                              | Звуковий тиск, Па | Рівень звукового тиску, дБ | Рівень гучності, фон | Інтенсивність звуку, Вт/м² |
| Больовий поріг                                    | 20                | 120                        | 120                  | 1                          |
| Клепальна машина                                  | 2                 | 100                        | 100                  | 10−2                       |
| Симфонічний оркестр                               | 2 · 10−1          | 80                         | 80                   | 10−4                       |
| Середній рівень розмови на відстані 1м            | 2 · 10−2          | 60                         | 60                   | 10−6                       |
| Негучна музика; шум у житловому приміщенні        | 2 · 10−3          | 40                         | 40                   | 10−8                       |
| Шурхіт листя; падіння крапель води на відстані 1м | 2 · 10−4          | 20                         | 20                   | 10−10                      |
| Поріг чутності                                    | 2 · 10−5          | 0                          | 0                    | 10−12                      |

## Рівень сили звуку
Рі́вень си́ли зву́ку — відношення сили даного звуку {\displaystyle I} до нульового (стандартного) рівня, за який прийнята сила звуку {\displaystyle \!I_{0}=10^{-12}} вт/м², виражений у децибелах:
Рівні звукового тиску й сили звуку, виражені у децибелах, збігаються за величиною.